# Czeski błąd
Czeski błąd – popularna, potoczna nazwa błędu przestawienia znaków, powstałego w trakcie maszynowego przepisywania tekstu (np. na maszynie do pisania lub klawiaturze komputera), a niegdyś również w trakcie prac zecerskich. Jest to konkretny rodzaj błędu polegający na przestawieniu kolejności dwóch sąsiednich znaków w tekście. Czeskie błędy zalicza się do literówek.
Odpowiednikiem czeskiego błędu w mowie jest przestawienie głosek lub sylab zwane metatezą.

## Przyczyny błędów
Błędy tego typu wynikają z nadmiernej szybkości pisania, a powstają najczęściej podczas naprzemiennego rytmicznego uderzania w klawisze palcami obu dłoni, gdy natrafi się w tekście na znaki, które trzeba obsłużyć kolejno palcami tej samej dłoni. Najczęściej powstają one przez zamienienie kolejności uderzeń w klawisze znajdujące się po przeciwnych stronach klawiatury. Rzadziej zdarza się, aby występowało to podczas pisania palcami obu dłoni w środkowej części klawiatury, gdzie pisze się najbardziej wygimnastykowanymi palcami wskazującymi, które w dodatku są dla obu dłoni w tym momencie obok siebie, niemal stykając się.
Drugą częstą sytuacją jest powstawanie czeskich błędów podczas stawiania znaków palcami jednej dłoni, gdy kolejność znaków jest odwrotna, niż wynikałoby to z układu dłoni lub długości palców. W czasach ręcznego składu czeskie błędy bywały popełniane przez zecera wstawiającego czcionki w normalnej kolejności zamiast odwrotnej, jaka wynika z lustrzanego obrazu składu.
Trzecią przyczyną czeskich błędów może być spowolnienie jednej z rąk po przebytym udarze mózgu.

## Konsekwencje czeskich błędów
Czeskie błędy należą do najmniej dolegliwych błędów typograficznych, gdyż samo przestawienie znaków w tekście skutkuje tym, że po korekcie tekst jest dokładnie tej samej długości. Dodatkowo stosunkowo rzadko zdarza się, aby przełamywał się w odmienny sposób w miejscach przenoszenia wyrazów, więc czeskie błędy w żadnym lub co najwyżej małym stopniu wpływają na zmianę długości akapitów, jak również na powstawanie tzw. korytarzy w tekście.
Podczas pośpiesznego czytania tekstu często na tego typu literówki nie zwraca się uwagi, nadal poprawnie rozumiejąc treść, i to nie tylko wtedy, gdy występują one we wnętrzu wyrazów, ale nawet w końcówkach, o ile przestawione zostały znaki tej samej wysokości (zachowana jest wtedy tzw. bouma).

## Etymologia
Pochodzenie określenia „czeski błąd” nie jest do końca jasne – niektórzy językoznawcy sugerują, że określenie wzięło się z tego, iż wiele słów w języku czeskim przypomina słowa z języka polskiego, w których ktoś poprzestawiał głoski, np. kapr – karp. Inni zwracają uwagę na wpływ języka niemieckiego na czeski w odwróconej kolejności pisania większych liczebników. Pojęcie to, choć popularne, niezbyt dobrze oddaje specyfikę języka czeskiego, bo prędzej można by nazywać w ten sposób opuszczenie w tekście samogłoski.